# 徳島県立勝浦高等学校
徳島県立勝浦高等学校（とくしまけんりつかつうらこうとうがっこう）は、徳島県勝浦郡勝浦町にあった公立高等学校。
2012年度以降は、徳島県立小松島西高等学校勝浦校となっている。

## 沿革
- 1926年 - 勝浦郡生比奈村横瀬町組合立高等農業補習学校として開校
- 1948年 - 小松島農業高等学校園芸科教室。
- 1957年 - 徳島農業高等学校園芸科教室となる。
- 1960年 - 徳島県立徳島農業高等学校勝浦分校と改称
- 1964年 - 徳島県立勝浦園芸高等学校として独立
- 1994年 - 徳島県立勝浦高等学校と改称
- 2012年 - 徳島県立小松島西高等学校と統合し、勝浦校となる。